# لومیا (هنر)
لومیا (به انگلیسی Lumia) شکلی از هنر است که در آن از نور استفاده می‌شود. این هنر در ابتدا با موسیقی مرتبط بود، اما بعد با نقاشی همراه شد. این اصطلاح توسط یک هنرمند قرن بیستم به نام توماس ویلفرد ابداع شد. در اوایل قرن بیستم، هنرمندان شروع به استفاده از رنگ و نور با هم در آثار خود کردند.  ویلفرد در جهت ایجاد لومیا به عنوان شکل جدیدی از هنر تلاش کرد، اما این هنر هنوز به رسمیت شناخته نشده است.

## تاریخچه
لومیا بر پای هنر نور بنا شده است. هنر نور یک شکل هنری مبتنی بر استفاده از نور و شامل انتقال نور از طریق شیشه‌های رنگی است. قدمت این نوع هنر به قرن چهارم برمی‌گردد. این هنر در کلیساها و مساجد با شیشه های رنگی دیده می‌شود. یکی دیگر از کاربردهای هنر نور، نمایش عروسکی با سایه است که در آن سایه ها می توانند تصاویر متحرک ایجاد کنند. قدمت این هنر به استفاده از افلاطون در تمثیل غار به ۳۸۰ سال قبل از میلاد برمی‌گردد. هنر نور حتی در عکاسی مدرن و تصاویر متحرک استفاده می‌شود و در آنها نور مصنوعی را برای گرفتن تصاویر به کار می‌برند. هنرمندانی که در زمینه ی استفاده از نور شناخته شده اند، عبارتند از: جیمز تورل، رابرت ایروین، دان فلاوین، بروس نائومن، جنی هولزر، لئو ویارئال و مل و دوروتی تانر.

## توماس ویلفرد
توماس ویلفرد (۱۸۸۹–۱۹۶۸) اولین هنرمند در ایالات متحده بود که از نور به عنوان تنها وسیله بیان آثار هنری خود استفاده کرد. او به طور مداوم در آثار خودنور رنگی به کار می برد. وی در سال ۱۸۸۹ در دانمارک متولد شد و در سال ۱۹۱۶ به ایالات متحده مهاجرت کرد. در اوایل سال ۱۹۰۵ نور و رنگ را در هنر به کار برد. در سال ۱۹۲۱، ویلفرد اولین دستگاه قابل حمل خود به نام کلاویلوکس (clavilux) را اختراع کرد. کلاویلوکس اصطلاحی لاتینی است که به معنای "نور نواخته شده با کلید" است. ویلفرد در سال ۱۹۳۰ یک مرکز تحقیقاتی در پیوند با لومیا به نام «موسسه هنر نور» تأسیس کرد. این موسسه در طول جنگ جهانی دوم تعطیل شد. در اوایل دهه ۱۹۳۰، او از اجرای موسیقی همراه، به استفاده از ارگ نور در گالری‌ها و نمایشگاه‌های نقاشی تغییر جهت داد. ویلفرد می‌خواست لومیا بیانگر خودش باشد.

## عناصر لومیا
سه عنصر اصلی لومیا که توسط ویلفرد تعریف شده‌اند شکل، رنگ و حرکت در فضای تاریک هستند. فرم و حرکت مهم‌ترند. ویلفرد در لومیا، بعد چهارم (زمان) را هم معرفی کرد. از سال ۱۹۲۴، لومیا با موسیقی، رقص و نمایش همراه بود.